# Parnassia xinganensis
Parnassia xinganensis là một loài thực vật có hoa trong họ Dây gối. Loài này được C.Z. Gao & G.Z. Li mô tả khoa học đầu tiên năm 1983.